# Stirling and Falkirk
Ne doit pas être confondu avec Stirling ou Falkirk.
Stirling and Falkirk est une des régions de lieutenance d'Écosse. Elle est formée par les council areas de Stirling et de Falkirk. Les deux villes les plus importantes sont évidemment Stirling et Falkirk.